# Olympisches Fußballturnier 1972/Iran
Dieser Artikel behandelt die Iranische Fußballolympiaauswahl während der Olympischen Sommerspiele 1972.

## Olympia-Qualifikation
Der Iran kam kampflos durch ein Freilos in die 2. Runde. In dieser setzten sie sich gegen Kuwait mit zwei Siegen durch und zogen in die entscheidende 3. Runde ein. Nach zwei torlosen Unentschieden gegen Nordkorea, kam es im pakistanischen Rawalpindi zu einem Entscheidungsspiel, dass der Iran für sich entschied. Damit qualifizierten sie sich für die Olympischen Sommerspiele 1972 in München.

### Gruppe 3
Teilnehmer:  Nordkorea,  Syrien,  Irak,  Libanon,  Iran und  Kuwait
1. Runde
|      | Ergebnis |         |
| ---- | -------- | ------- |
| Iran |          | Freilos |

2. Runde
| Datum            |        | Ergebnis |        | Ort     |
| ---------------- | ------ | -------- | ------ | ------- |
| 3. Dezember 1971 | Iran   | 2:0      | Kuwait | Teheran |
| __. Januar 1972  | Kuwait | 0:2      | Iran   | Athen   |
| Gesamt:          | Iran   | 4:0      | Kuwait |         |

3. Runde
| Datum        |           | Ergebnis |           | Ort       |
| ------------ | --------- | -------- | --------- | --------- |
| __. Mai 1972 | Nordkorea | 0:0      | Iran      | Pjöngjang |
| __. Mai 1972 | Iran      | 0:0      | Nordkorea | Teheran   |
| Gesamt:      | Nordkorea | 0:0      | Iran      |           |

Entscheidungsspiel:
| Datum        |           | Ergebnis |      | Ort        |
| ------------ | --------- | -------- | ---- | ---------- |
| 3. Juni 1972 | Nordkorea | 0:2      | Iran | Rawalpindi |

Qualifiziert für die nächste Kontinentale Runde Qualifiziert für die Olympischen Spiele 1972

## Olympia-Endrunde

### Kader
| Nr.        | Spieler              | Verein vor Olympia-Beginn | Geburtsdatum | Olympia 1972 Spiele / Tore | Olympia 1972 Spiele / Tore | Gelbe Karten | Rote Karten |
| Torhüter   | Torhüter             | Torhüter                  | Torhüter     | Torhüter                   | Torhüter                   | Torhüter     | Torhüter    |
| ---------- | -------------------- | ------------------------- | ------------ | -------------------------- | -------------------------- | ------------ | ----------- |
| 01         | Reza Gholfsaz        | Pas Teheran               | 21.02.1950   | –                          | –                          | -            | -           |
| 19         | Mansour Rashidi      | Taj FC                    | 12.11.1947   | 3                          | –                          | -            | -           |
| Abwehr     |                      |                           |              |                            |                            |              |             |
| 02         | Ebrahim Ashtiyani    | Persepolis Teheran        | 04.01.1942   | 3                          | –                          | -            | -           |
| 03         | Jafar Ashraf Kashani | Persepolis Teheran        | 21.03.1944   | 2                          | –                          | -            | -           |
| 04         | Magid Halvaei        | Pas Teheran               | 07.02.1948   | 3                          | 1                          | 1            | -           |
| 05         | Akbar Kargarjam      | Taj FC                    | 26.12.1944   | 3                          | –                          | -            | -           |
| 17         | Jawad Allahwardi     | Taj FC                    | 16.06.1954   | –                          | –                          | -            | -           |
| 18         | Mehdi Monajati       | Pas Teheran               | 29.06.1947   | 1                          | –                          | -            | -           |
| Mittelfeld |                      |                           |              |                            |                            |              |             |
| 06         | Parviz Ghelichkhani  | Taj FC                    | 04.12.1945   | 3                          | –                          | -            | -           |
| 07         | Ali Parvin           | Persepolis Teheran        | 25.09.1947   | 3                          | –                          | -            | -           |
| 08         | Ali Jabbari          | Taj FC                    | 20.07.1946   | 1                          | –                          | -            | -           |
| 09         | Mohamad Sadeghi      | Pas Teheran               | 16.03.1952   | 2                          | –                          | -            | -           |
| 12         | Gholam Vafakhah      | Oghab FC                  | 23.02.1946   | 3                          | –                          | -            | -           |
| 15         | Mehdi Lari Lavasani  | Pas Teheran               | 11.07.1947   | 1                          | –                          | -            | -           |
| 16         | Alireza Azizi        | Imperial Guard FC         | 12.01.1950   | 1                          | –                          | -            | -           |
| Angriff    |                      |                           |              |                            |                            |              |             |
| 10         | Safar Iranpak        | Persepolis Teheran        | 23.12.1947   | 3                          | –                          | -            | -           |
| 11         | Asghar Sharafi       | Pas Teheran               | 22.12.1942   | 1                          | –                          | -            | -           |
| 13         | Javad Ghorab         | Taj FC                    | 30.07.1941   | 1                          | –                          | -            | -           |
| 14         | Mahmoud Khordbeen    | Persepolis Teheran        | 24.09.1948   | 2                          | –                          | -            | -           |
| Trainer    |                      |                           |              |                            |                            |              |             |
|            | Mohammad Ranjbar     |                           | 01.01.1935   |                            |                            |              |             |

### Spiele
Nach zwei klaren Niederlagen gegen Titelverteidiger Ungarn und Dänemark, kam man im letzten Gruppenspiel gegen Brasilien zu einem Sieg. Dadurch schloss man die Gruppe als Dritter ab und schied aus dem Turnier aus.

#### Vorrunde (Gruppe 3)
| Pl. | Land      | Sp. | S | U | N | Tore    | Diff. | Punkte |
| --- | --------- | --- | - | - | - | ------- | ----- | ------ |
| 1.  | Ungarn    | 3   | 2 | 1 | 0 | 009:200 | +7    | 05:10  |
| 2.  | Dänemark  | 3   | 2 | 0 | 1 | 007:400 | +3    | 04:20  |
| 3.  | Iran      | 3   | 1 | 0 | 2 | 001:900 | −8    | 02:40  |
| 4.  | Brasilien | 3   | 0 | 1 | 2 | 004:600 | −2    | 01:50  |

|                                            |   |           |           |
| 27. August 1972 um 15:00 Uhr in Nürnberg   |   |           |           |
| Ungarn                                     | – | Iran      | 5:0 (1:0) |
| 29. August 1972 um 16:30 Uhr in Augsburg   |   |           |           |
| Dänemark                                   | – | Iran      | 4:0 (3:0) |
| 31. August 1972 um 16:30 Uhr in Regensburg |   |           |           |
| Iran                                       | – | Brasilien | 1:0 (0:0) |